# Кіброцашвілі Анзор Георгійович
Анзор Георгійович Кіброцашвілі (25 жовтня 1939, Грузія — 2008) — грузинський радянський самбіст і дзюдоїст. Чемпіон і призер чемпіонатів СРСР з самбо, чемпіон та призер чемпіонатів Європи з дзюдо, призер чемпіонату світу з дзюдо, майстер спорту СРСР міжнародного класу з дзюдо, Заслужений майстер спорту СРСР з самбо (1969). Тренер з дзюдо.

## Спортивні досягнення

### Самбо
- Чемпіонат СРСР з самбо 1961 року — ;
- Чемпіонат СРСР з самбо 1966 року — ;
- Чемпіонат СРСР з самбо 1969 року — ;

### Дзюдо
| змагання         | місце          | результат | категорія   |
| ---------------- | -------------- | --------- | ----------- |
| Чемпіонат Європи | Ессен          | третій    | Менше 70 кг |
| Чемпіонат світу  | Ріо-де-Жанейро | другий    | абсолютна   |
| Чемпіонат Європи | Люксембург     | третій    | Менше 93 кг |
| Чемпіонат Європи | Рим            | другий    | Менше 93 кг |
| Чемпіонат Європи | Остенде        | другий    | абсолютна   |

## Відомі вихованці
- Тенгіз Хубулурі (1955) — неодноразовий переможець і призер чемпіонатів Європи, дворазовий чемпіон світу, срібний призер Олімпійських ігор, заслужений майстер спорту СРСР з дзюдо;
- Коба Куртанідзе (1964—2005) — багаторазовий чемпіон СРСР, чемпіон і призер чемпіонатів світу серед студентів, чемпіон Універсіади, чемпіон і призер чемпіонатів Європи, чемпіон світу, заслужений майстер спорту СРСР.